# Marta Cywińska
Marta Ewa Cywińska (ur. 22 lutego 1968 w Białymstoku) – polska romanistka, doktor nauk humanistycznych, poetka, prozaiczka, felietonistka, dziennikarka, krytyczka literacka i życia społecznego, tłumaczka literatury francuskojęzycznej oraz współczesnej poezji włoskiej, nauczycielka akademicka, działaczka społeczna.

## Życiorys
W 1992 uzyskała tytuł magistra filologii romańskiej na Wydziale Humanistycznym Uniwersytetu Marii Curie-Skłodowskiej w Lublinie, a w 2003 stopień doktora nauk humanistycznych w zakresie filologii polskiej.
Jej zainteresowania naukowe skupiają się wokół komparatystyki literackiej, antropologii kultury, współczesnej filozofii francuskiej i rumuńskiej, neosurrealizmu, związków literatury z psychologią głębi, symboli w kulturze europejskiej, dziejów literatury oraz obyczajowości kresowej i międzywojennej, historii edukacji patriotycznej, retoryki, literatury francuskiej i frankofońskiej XX wieku, translatoryki, historii oświaty, tanatologii, relacji mistrz-uczeń oraz mechanizmów i skutków gender. Ma w swoim dorobku pond 100 artykułów naukowych w czasopismach polskich o zasięgu krajowym, w recenzowanych materiałach konferencyjnych (również w języku francuskim) oraz ponad 200 publikacji o charakterze popularyzatorskim (m.in. dotyczącym muzyki folkowej oraz obyczajowości okresu międzywojennego).
Już we wczesnej młodości  zafascynowana była dziejami awangard europejskich, a przede wszystkim surrealizmem belgijskim oraz francuskim.  W czasach studenckich brała udział w happeningach ulicznych Pomarańczowej Alternatywy. Autorka około dwudziestu zbiorów poezji (m.in. Płanetnicy, Pieśni, Książka dla Stefanka), prozy (Collage, Skrzydła nad Transylwanią, Zraniona kobiecość), prac naukowych (Manufaktura snów. Rozważania o polskiej poezji nadrealistycznej) oraz eseistyki naukowej (Bulimia emocjonalna, Noce z jednorożcem), autorka komentarzy poetyckich do albumu fotografii Marka Waśkiela Podlasie. Opowieści z przydroża oraz Bedekera białostockiego. Pisze i publikuje przede wszystkim w języku francuskim (m.in. we Francji, Belgii, Szwajcarii, Kanadzie, Rumunii). Jej francuskojęzyczna twórczość znana jest też w krajach afrykańskich, które inspirują ją do pogłębiania tak zwanego doświadczenia pustyni. W jej twórczości literackiej można znaleźć liczne inspiracje muzyczne. Marta Cywińska często nawiązuje także do malarstwa, filozofii, symboliki w kulturze europejskiej oraz do jej związków z cywilizacją łacińską.Od 1987 roku tworzy poezję nawiązującą do kultury i tradycji tatarskiej.
Jest autorką trzech wystaw-rekwizytorni do jej wierszy o tematyce bretońskiej oraz inspirowanych pieśniami truwerów: Moja Bretania (1991), Finistère – koniec świata (1994), Powrót do Bretanii (1996).
W 2005 uzyskała uprawnienia tłumacza przysięgłego języka francuskiego (aktualnie jednak nie posiada uprawnień do wykonywania tego zawodu). W latach 2005–2007 była koordynatorem projektu translatorskiego, skupiającego pisarzy i poetów dwujęzycznych z Francji, Hiszpanii, Wenezueli oraz Argentyny. Uhonorowano ją tytułem Ambasadora Poetyckiego prestiżowego kwartalnika francuskiego Art et Poésie de Touraine. Jest również Ambasadorem Poetyckim Movimento Poetas del Mundo w Polsce oraz członkiem różnych stowarzyszeń (m.in. Stowarzyszenia Historycznego im. Danuty Siedzikówny „Inki”), towarzystw (m.in. Polskiego Towarzystwa Heraldycznego) komitetów o charakterze międzynarodowym (m.in. Analele Universității din Oradea Fascicula Limba și Literatura Română).
W 2005 roku w Hiszpanii ukazał się trójpłytowy album Serenada w przekładzie na język polski i wykonaniu Marty Cywińskiej, recytującej poemat Patricka Cintasa. W 2005, również w Hiszpanii ukazał się jej francuskojęzyczny zbiór poezji w wydaniu dwujęzycznym (w tłumaczeniu na język hiszpański), zatytułowany Astrolabe, inspirowany bogactwem kulturowym Algierii. W 2008 ukazała się jej kolejna książka w języku francuskim – Première nudité z ilustracjami Valérie Constantin oraz płyta pod tym samym tytułem (francuskojęzyczne wiersze recytowane przez autorkę przy dźwiękach muzyki Jacka Yantchenkoffa). Kontynuację neosurrealistycznego cyklu o kobiecości stanowi Deuxième nudité (2013). Wraz z artystą plastykiem Jackiem Schmidtem współautorka działań artystyczno-literackich „Tabliczki Poezji” i „Tabliczki Dobra” pod hasłem „Przywróćmy godność kulturze wysokiej”. Twórczyni „Atelier wychowania” służącego utrwalaniu „wartościowych wzorców wychowawczych, mądrości oraz miłości w kształtowaniu młodego pokolenia”.
Została nauczycielką akademicką w Zakładzie Historii Wychowania, a następnie w Zakładzie Filozofii na Wydziale Nauk Społecznych SGGW. Na tym wydziale została prodziekanem ds. studiów niestacjonarnych i rozwoju. Została członkinią Rady Nadzorczej Fundacji „Warto Wiedzieć” oraz Rady Ekspertów Instytutu im. Romana Rybarskiego. Jest autorką nowoczesnej koncepcji wychowania narodowego, wychowania estetycznego inspirowanego okresem międzywojennym oraz wychowania poetyckiego.
Po 1989 działała w ramach Młodzieży Wszechpolskiej. Została stałym współpracownikiem portalu Myśl24.pl, Prawy.pl, wrealu24.pl, miesięcznika „Moja Rodzina”, kwartalnika „Myśl.pl”, tygodnika Polska Niepodległa, Najwyższy Czas!, W Sieci Historii oraz Idziemy. Jest redaktorem naczelnym portalu TU-KULTURA poświęconego kulturze wysokiej oraz literaturze pięknej. Rozpoczęła współpracę z Ruchem Narodowym. 8 czerwca 2013 uczestniczyła w obradach Kongresu Ruchu Narodowego, będąc prelegentką w panelu dyskusyjnym o polityce prorodzinnej wraz z Anną Holocher i Marią Łopuszańską-Piasecką. W kwietniu 2014 została przedstawiona oficjalnie jako kandydatka z listy Ruchu Narodowego w wyborach do Parlamentu Europejskiego w 2014 (otrzymała pierwsze miejsce w okręgu kujawsko-pomorskim). W wyborach nie uzyskała mandatu posła, zdobywając 1678 głosów (RN nie osiągnął progu wyborczego).

## Książki
- Płanetnicy (1991). Wyd. Wojewódzki Ośrodek Animacji Kultury, Białystok[44]
- Pieśni (1992)
- Sekrety (1994). Wyd. Towarzystwo Przyjaciół Ziemi Zabłudowskiej, Zabłudów, ISBN 83-86620-00-5[44]
- Ćma! Ćma! (1994)
- Książka dla Stefanka (1996)
- Collage (1998) Wyd. Burchard Edition, Warszawa, ISBN 83-87654-10-8[44]
- Motus (2002)
- Podlasie. Opowieści z przydroża. Album (2002) Komentarze poetyckie do zdjęć Marka Waśkiela
- Skrzydła nad Transylwanią (2005). Wyd. Psychologii i Kultury Eneteia, ISBN 83-85713-54-9[44]
- Astrolabe (2005). Wyd. Los Gallardos (Almería), ISBN 84-930999-5-3[44]
- Première nudité (2006)
- Bulimia emocjonalna (2006) Wyd. Eneteia Wydawnictwo Psychologii i Kultury. ISBN 83-85713-66-2 838571354662[44]
- Manufaktura snów. Rozważania o polskiej poezji nadrealistycznej (2007). Wyd. Wydawnictwo Naukowe PWN, ISBN 978-83-01-15303-8[44]
- Noce z jednorożcem (2009). Wyd. Eneteia Wydawnictwo Psychologii i Kultury. ISBN 978-83-61538-00-4[44]
- Zraniona kobiecość (2009)
- Człowiek na pograniczu kultur (2010). Wydawnictwo SGGW, ISBN 978-83-7583-161-0[44]
- Dworce księżyca (2012). Wyd. Spectrum Press, Wydział Nauk Humanistycznych Szkoły Głównej Gospodarstwa Wiejskiego, Warszawa, ISBN 978-83-61846-13-0[44]
- Cywińska na prawym. Zbiór felietonów (2015)
- W stronę wartości narodowych (2015, współautor: Mariusz Patey)
- Przy fortepianie Chopina (2016)
- Poezja oraz malarstwo a wychowanie ku wartościom (2017). Wyd. Zakładu Filozofii SGGW, Wydawnictwo Narodowego Uniwersytetu „Akademia Ostrogska”, ISBN 978-617-7328-56-7[44]
- Nauczyciel – misja – osobowość – autorytet – wiedza (2017 – współautorzy: Y. Plyska, I.Błaszczak, A. Pawluk-Skrzypek), Wyd. Narodowego Uniwersytetu „Akademia Ostrogska, Ostróg 2017, ISBN 978-617-7328-57-4[45]
- Deuxième nudité, Le chasseur abstrait éditeur, ISBN 978-2-35554-224-4.
- Spory niegdysiejsze, spory współczesne (2018). Wyd. LTW, Łomianki, ISBN 978-83-7565-543-8[44][23][martwy link]
- Cywińska dla Niepodległej (2018), Wyd. Bollinari Publishing House, Warszawa ISBN 978-83-63865-90-0[46]
- Pół skrzydła nad Siedmiogrodem (2019), Wyd. Piotr Błaszkowski, Gdańsk, ISBN 978-83-943444-7-4[47][48]
- Sanacyjny modlitewnik (2020, współautor: Stefan Dziekoński), Gdańsk[49]
- O wychowaniu narodowym (2021), Wyd. Stowarzyszenie Marsz Niepodległości, Warszawa[50][Czas?]
- Rozmowy o zmierzchu kultury (2021, współautor Stefan Dziekoński), Wydawnictwo 3 DOM, Częstochowa[51][52]
- Variété cierpienia (2023), Biblioteka Wolności – Najwyższy Czas!, Warszawa[53]
- Pomarańczowa Alternatywa jako forma neosurrealizmu – wybrane konteksty, Warszawa 2023[54]
- Notre clinique des mots et da la parole – Français médical, Wydawnictwo MEDYK, Warszawa 2024[55]
- Wiersze tatarskie, Éditions de la Harpe, Gdańsk 2025[56]

## Wyróżnienia
- Nagroda Literacka Prezydenta Miasta Białegostoku im. Wiesława Kazaneckiego za rok 2005 za książkę Skrzydła nad Transylwanią[57][58]
- Statuetka Złotego Pióra przyznana w 2014 w Brukseli za całokształt twórczości literackiej, dziennikarskiej, naukowej oraz za propagowanie idei narodowych i promowanie kultury polskiej na świecie[59]
- Imieniem Marty Cywińskiej nazwano dąb w Lesie Tysiąca Poetów w Vesdun (Francja)[60].
- Grand Prix 2002 (Francophonie: recueil édité „Motus”, Diplôme d’Honneur)[61]
- Prix Joseph Delmelle 2002[62]